# Fauguernon
Fauguernon è un comune francese di 259 abitanti situato nel dipartimento del Calvados nella regione della Normandia.

## Società

### Evoluzione demografica
Abitanti censiti